# Pediobius crocidophorae
Pediobius crocidophorae är en stekelart som beskrevs av Burks 1966. Pediobius crocidophorae ingår i släktet Pediobius och familjen finglanssteklar. Inga underarter finns listade i Catalogue of Life.